# 川上峡温泉
川上峡温泉（かわかみきょうおんせん）は佐賀県佐賀市大和町にある温泉。熊の川温泉からの引き湯である。

## 泉質
- 単純弱放射能泉
  - 泉温　31.6℃

## 温泉地

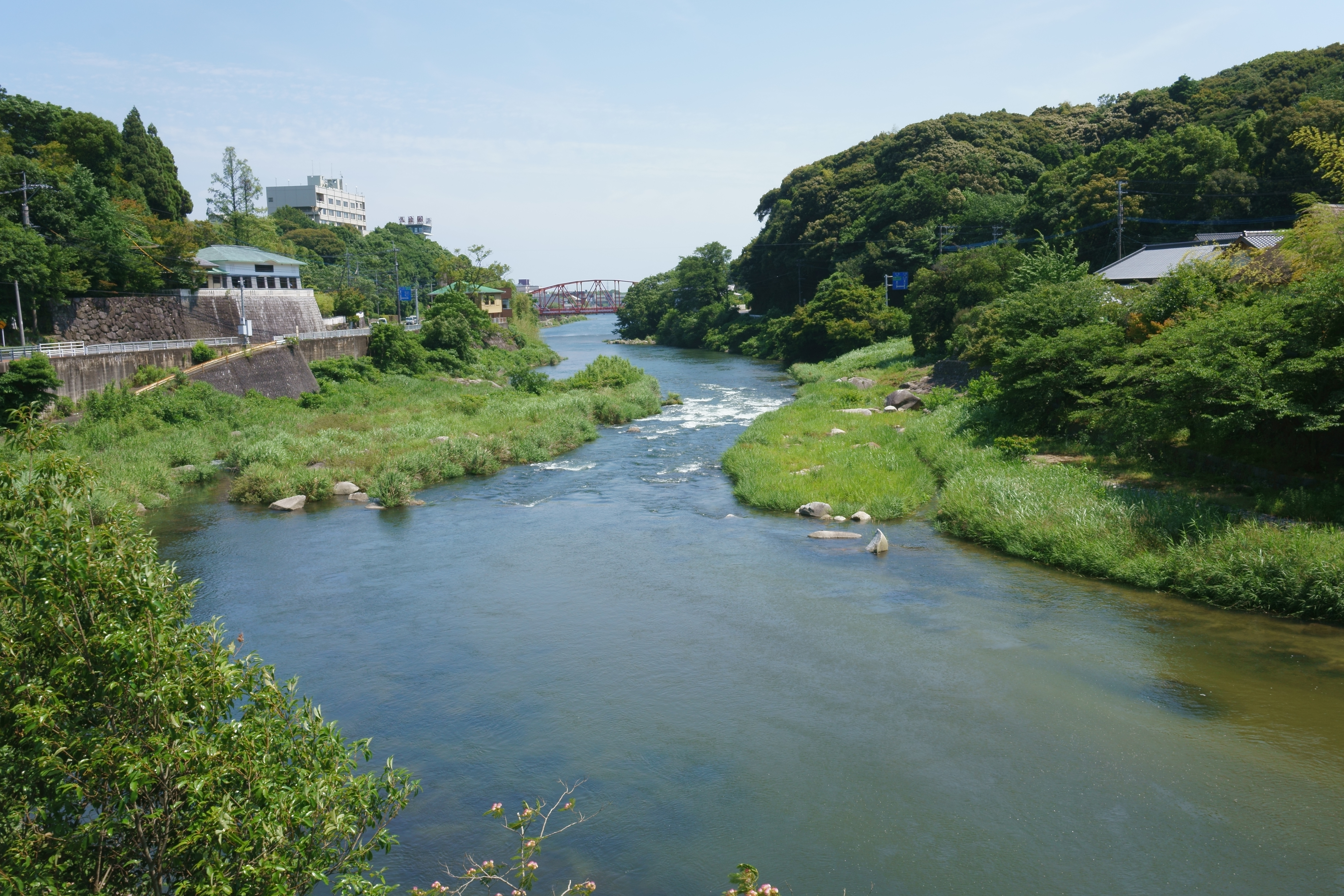
ホテル近くの官人橋より
渓流を望む

九州の嵐山と呼ばれる川上峡沿いに、一軒宿の「ホテル龍登園」が存在する。日帰り入浴も受け付けている。
建物は本館、南館から成る。敷地内の庭園では、春や秋にライトアップを実施している。

## 歴史
- 1961年（昭和36年）- 開業
- 1989年（平成元年）〜1997年（平成9年）- 全館改築。
- 2012年（平成24年）- 本館、南館一部改装。

## アクセス
- JR長崎本線・佐賀駅より車で20分。または同駅前佐賀駅バスセンターから昭和バス富士支所前行き乗車、「川上橋」下車。
- 長崎自動車道佐賀大和ICから車で3分。
- 佐賀空港から車で50分。